# Quelonitoxismo
El quelonitoxismo es una intoxicación alimentaria con alta tasa de mortalidad que se produce por el consumo de carne de tortugas marinas. Se debe a la acumulación de biotoxinas en la carne de tortugas. Cocinar la carne no previene la enfermedad que puede ser provocada por la ingesta de cualquier parte del animal. Por otra parte no se aprecian signos externos en las tortugas que denoten enfermedad, por lo que no es útil como prevención desechar a los individuos con apariencia de decrepitud.

## Síntomas
Los síntomas iniciales son sensación de quemazón en boca y garganta, afectación gastrointestinal con náuseas vomitos, dolor abdominal y diarrea, posteriormente se producen complicaciones neurológicas, renales y hepáticas. En los casos graves, disminuye el nivel de conciencia y los estudios de laboratorio muestran acidosis metabólica, hiponatremia, hipocalcemia e hipoglucemia. Finalmente pueden producirse agitación y en algunos casos coma con consecuencias fatales. En los supervivientes del coma pueden quedar secuelas neurológicas, entre ellas tetraplejía y demencia. Algunos pacientes sólo presentan síntomas leves y se recuperan con rapidez. 

La mayor parte de los casos tiene lugar por consumir carne de tortuga o sopa confeccionada con la carne. La intoxicacíón puede transmitirse a niños lactantes a través de la leche materna cuando la madre está afectada y no interrumpe la lactancia, se han registrado diversos casos mortales transmitidos de esta forma.

## Especies
Se han descrito casos por el consumo de carne de cuatro especies de tortuga marina: Eretmochelys imbricata (tortuga carey), Chelonia mydas (tortuga verde), Caretta caretta (tortuga boba) y Dermochelys coriacea (tortuga laúd). También por la tortuga gigante de caparazón blando del sur de Nueva Guinea (Pelochelys briboni) que habita en agua dulce. 